# Турку
Ту́рку, інколи О́бу (фін. Turku Фінською: [ˈturku] ( прослухати); швед. Åbo Фінською Шведською: [ˈoːbu] ( прослухати), заст. рос. Кабы)  — місто і морський порт на південному-заході Фінляндії. Адміністративний центр провінції Південно-Західна Фінляндія. Населення на 2023 рік становило 202 тис. мешканців. Турку займає 306,4 км², розташовується біля впадання річки Аурайокі в Балтійське море у Замковому фіорді.

## Історія
Місто засноване новгородцями як торговельне поселення (первинна назва Торг) на території фінського племені єм хямі.
Обуський замок (Åbohus, Slottet, потім — в'язниця) побудовано 1156 року, за шведського короля Еріка IX, який завоював південну частину Фінляндії, але значним містом Або став не раніше XIII століття. В 1198 році карели з новгородцями захопили та пограбували місто, яке тоді було опорним пунктом Швеції в Фінляндії. 1300 року місто обрав своєю резиденцією архієпископ фінляндський; 1318 року його знову захопили новгородці. 1323 року, коли сутички з Новгородом завершились, починається розквіт Або. 1628 року Густав II Адольф запровадив гімназію, яка в 1640-му зусиллями графа Петра Браге була перетворена на університет (Королівську академію Або).
28 серпня 1713 року росіяни, на чолі з царем Петром I та генерал-адміралом графом Апраксіним захопили місто і утримували його до 1721 року, тобто до кінця війни. Під час шведської війни 1741-43 років росіяни, на чолі з графом Брюсом, зайняли Або 8 вересня 1742 року і заклали тут корабельню. Після цієї війни, яка закінчилась Обуським миром, шведи володіли Або до 10 березня 1808 року, коли генерал Шепелев захопив Обу, яке потім відійшло Росії по Фрідріхсгамському миру, причому місто зберігало значення столиці країни до 1819 року, коли фінський сенат був переведений до Гельсінгфорсу (Гельсінки), після пожежі 1827 року туди ж було перенесено й університет.

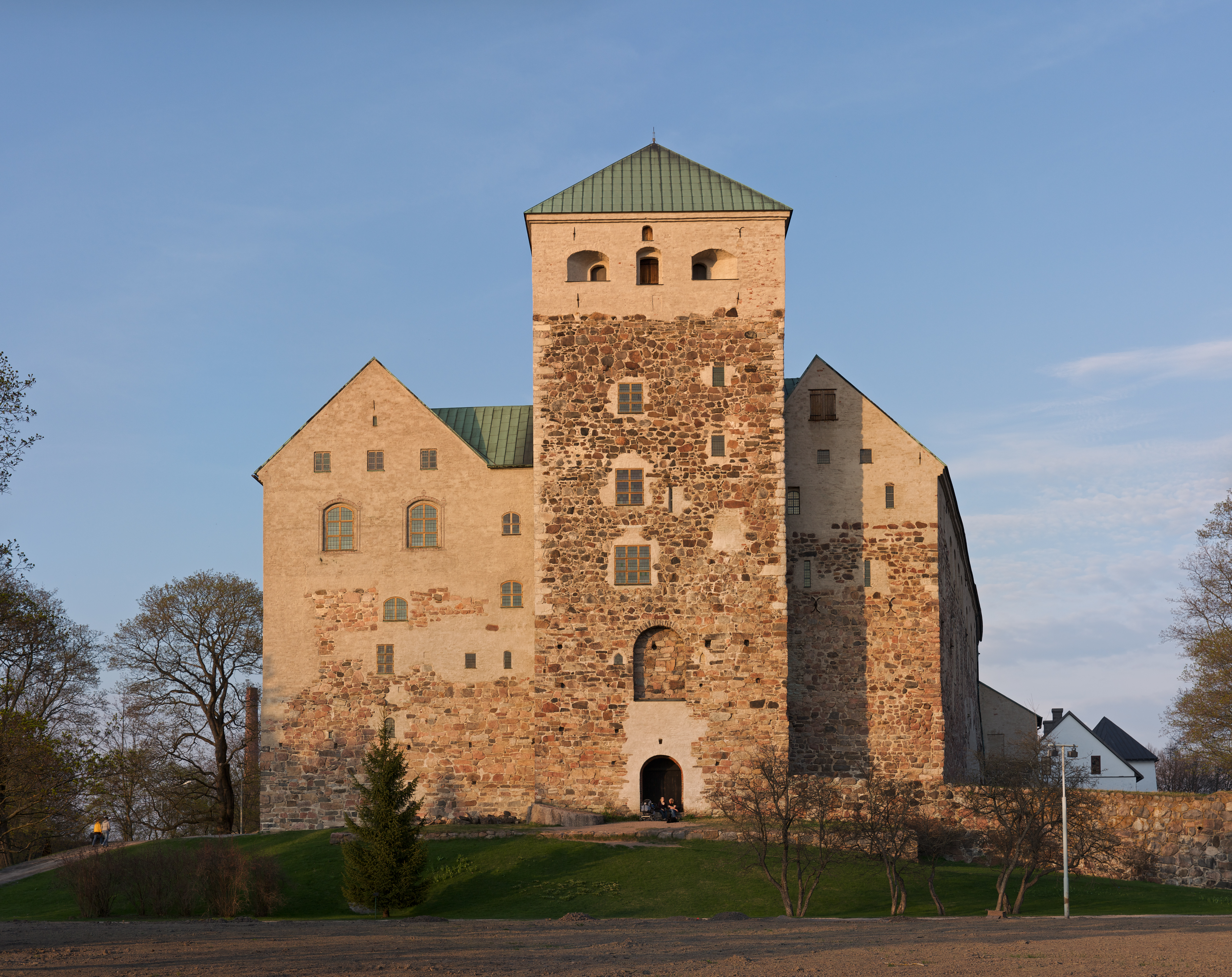
Замок в м. Турку

Після цієї пожежі, яка практично повністю знищила місто, воно було відновлено по новому плану, з прямими широкими вулицями, будинки низькі, практично скрізь кам'яні. Передмістя дійшли до Лілль-Хейккіля, Куппіс (цілюще джерело св. Гейнріха, водою якого, за легендою, були похрещені перші фіни, що прийняли християнство), Каріна і Стор-Хейккіля. У XIX ст. — Обу губернське місто Фінляндії, кінцевий пункт лінії Тойала-Обу фінської залізниці, місце перебування губернатора, лютеранського архієпископа, іноземних консулів, судової палати (Hofratt, з 1623 р.). За даними 1880 р. фіни становили 53,6 %, шведи—41,9 %.
Після 1918 офіційною назвою міста стало Турку, хоча й назва Або також вживається у шведськомовному середовищі. Знову були відкриті шведськомовний (Академія Обу) та фінськомовний (Академія Турку) університети.

## Клімат
| Клімат Аеропорт Турку                      | Клімат Аеропорт Турку | Клімат Аеропорт Турку | Клімат Аеропорт Турку | Клімат Аеропорт Турку | Клімат Аеропорт Турку | Клімат Аеропорт Турку | Клімат Аеропорт Турку | Клімат Аеропорт Турку | Клімат Аеропорт Турку | Клімат Аеропорт Турку | Клімат Аеропорт Турку | Клімат Аеропорт Турку | Клімат Аеропорт Турку |
| Показник                                   | Січ.                  | Лют.                  | Бер.                  | Квіт.                 | Трав.                 | Черв.                 | Лип.                  | Серп.                 | Вер.                  | Жовт.                 | Лист.                 | Груд.                 | Рік                   |
| Абсолютний максимум, °C                    | 8,5                   | 10,2                  | 15,8                  | 24,5                  | 30,0                  | 32,0                  | 35,9                  | 32,6                  | 27,8                  | 18,9                  | 14,0                  | 11,0                  | 35,9                  |
| Середній максимум, °C                      | −1,1                  | −1,2                  | 2,6                   | 9,1                   | 15,5                  | 19,5                  | 22,6                  | 21,1                  | 15,7                  | 8,8                   | 3,6                   | 0,7                   | 9,7                   |
| Середня температура, °C                    | −3,8                  | −4,5                  | −1,3                  | 4,1                   | 10,0                  | 14,4                  | 17,5                  | 16,2                  | 11,3                  | 5,7                   | 1,5                   | −1,5                  |                       |
| Середній мінімум, °C                       | −6,5                  | −7,1                  | −4,7                  | −0,2                  | 4,6                   | 9,3                   | 12,5                  | 11,6                  | 7,4                   | 2,8                   | −0,9                  | −4,1                  | 2,1                   |
| Абсолютний мінімум, °C                     | −35,5                 | −35,2                 | −32,8                 | −21                   | −6,6                  | −2,2                  | 1,8                   | 0,2                   | −6,9                  | −15                   | −22,3                 | −33,8                 | −35,5                 |
| Середня кількість сонячних годин на місяць | 40                    | 75                    | 134                   | 204                   | 284                   | 276                   | 287                   | 230                   | 155                   | 89                    | 38                    | 27                    |                       |
| Норма опадів, мм                           | 58                    | 42                    | 39                    | 32                    | 35                    | 55                    | 74                    | 73                    | 59                    | 73                    | 71                    | 73                    |                       |
| Днів з опадами                             | 11                    | 9                     | 8                     | 7                     | 7                     | 8                     | 8                     | 10                    | 9                     | 11                    | 13                    | 12                    |                       |
| ------------------------------------------ | --------------------- | --------------------- | --------------------- | --------------------- | --------------------- | --------------------- | --------------------- | --------------------- | --------------------- | --------------------- | --------------------- | --------------------- | --------------------- |

## Українська громада
У Турку діє окрема та повністю незалежна  українська громада "Українці Фінляндії". Товариство почало свою активну діяльність 2009 року.
2016 Товариство разом з мерією м. Турку відкрили, на офіційних засадах, клас з вивчення української мови та культури для дітей шкільного віку міста Турку та регіону Турку. З 2017 року також й у Парайнен.
2018 році за підтримки Товариства у Турку була організована найбільша виставка Марії Примаченко за межами України.
2022 році Товариство відкрило "Український центр" у місті Турку та "Центр допомоги біженцям" у Райсіо у співпраці з муніципалітетами.

## Відомі люди

### Уродженці міста
- Бергенгейм Едуард (1844—1893) — харківський промисловець.
- Яакко Мянтюярві (1963) — фінський композитор та перекладач.
- Мінна Аалтонен (1966—2021) — фінська акторка.
- Гелі Лааксонен (1972) — фінська письменниця, поетка, акторка, перекладачка, сценарист.
- Лум Реджепі (1992) — фінський футболіст.

## Галерея

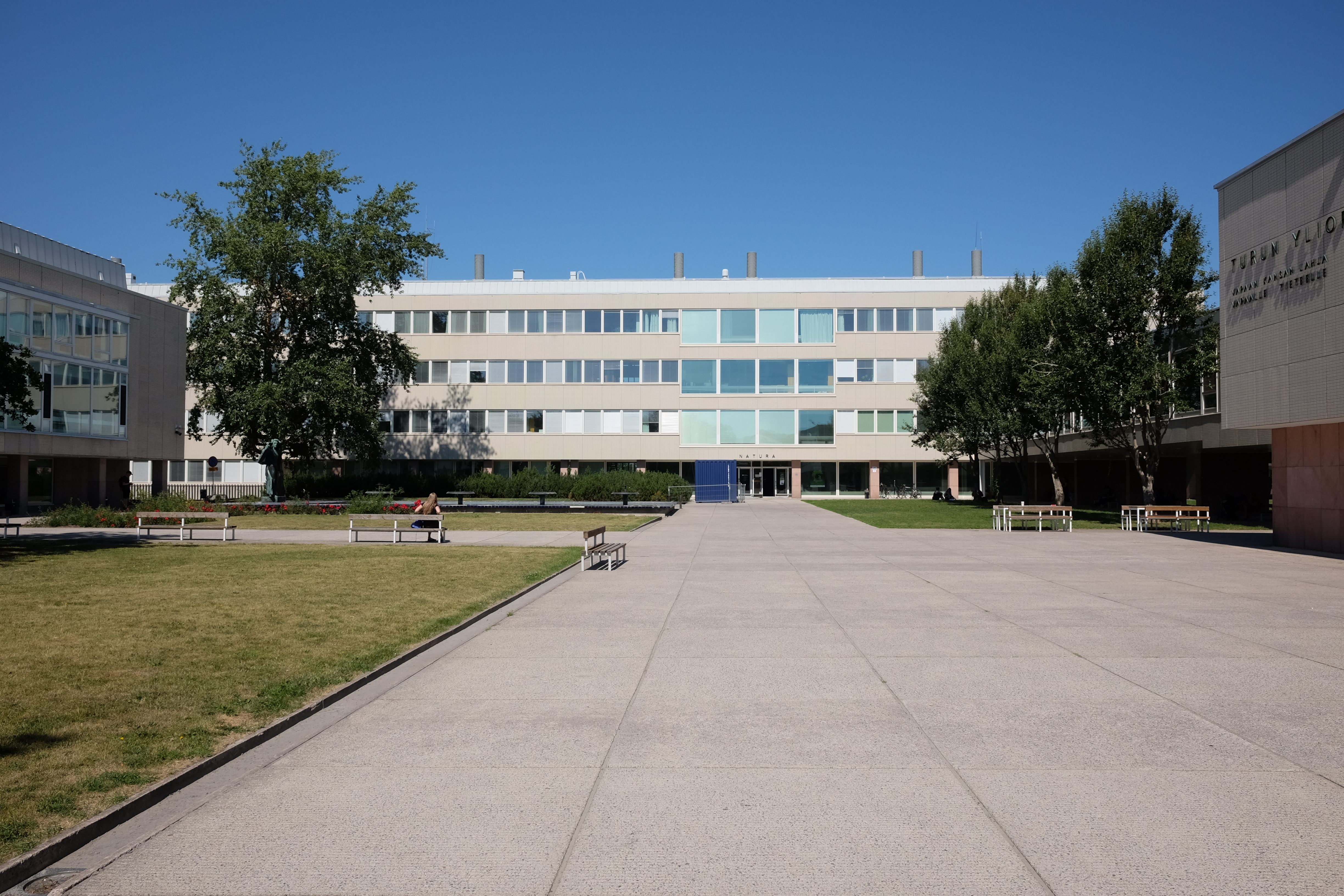
Університет Турку
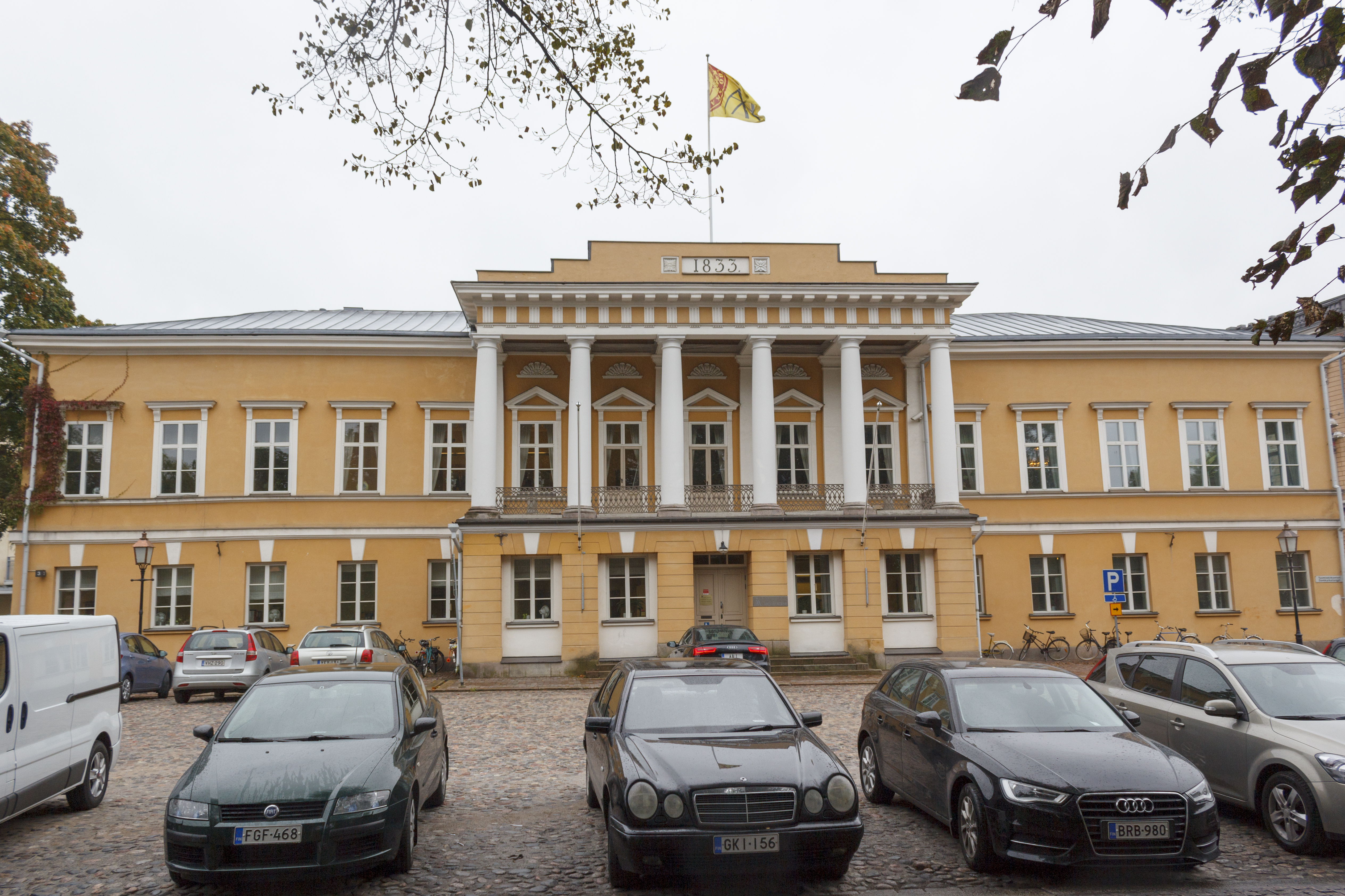
Академія Обу
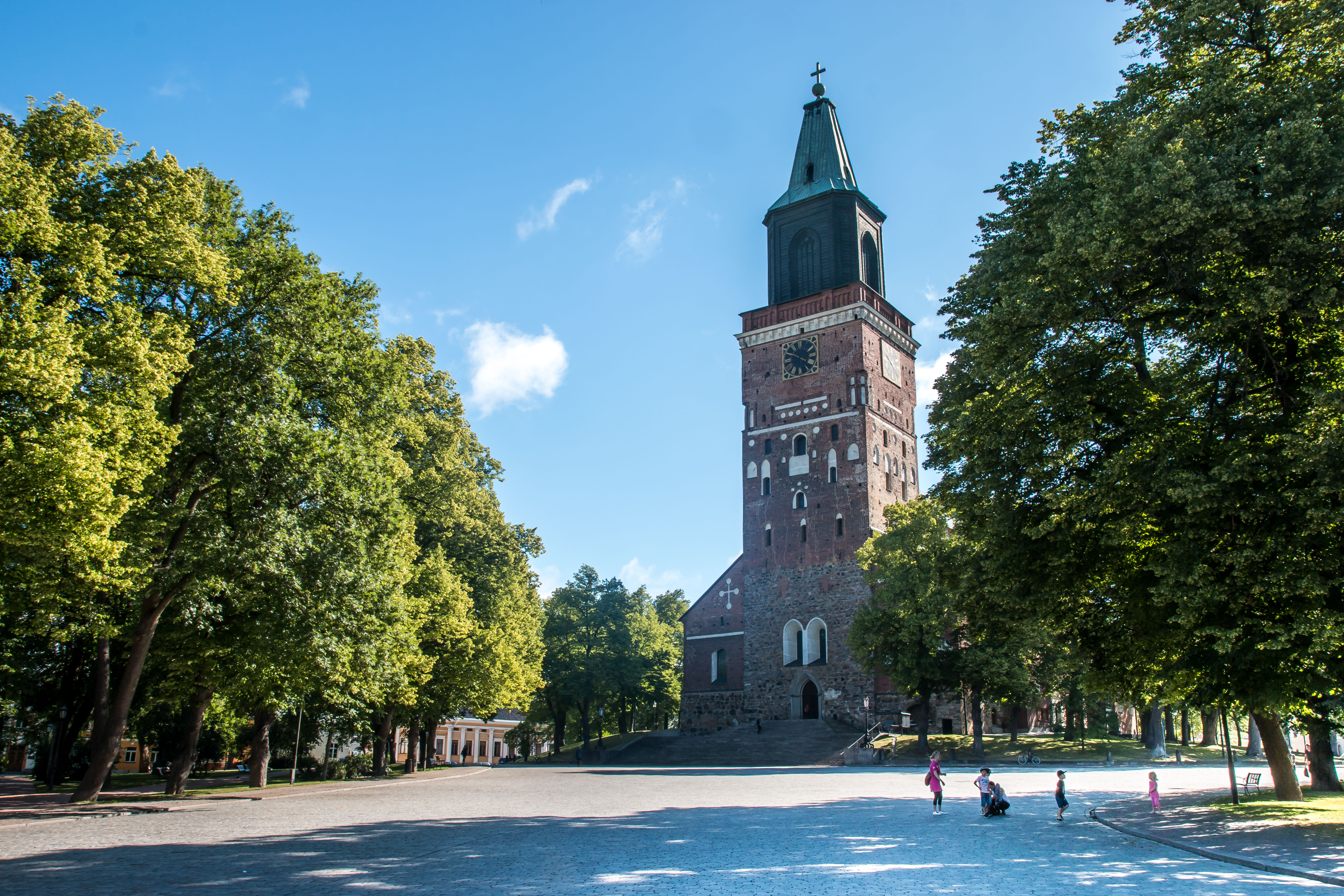
Кафедральний собор Турку
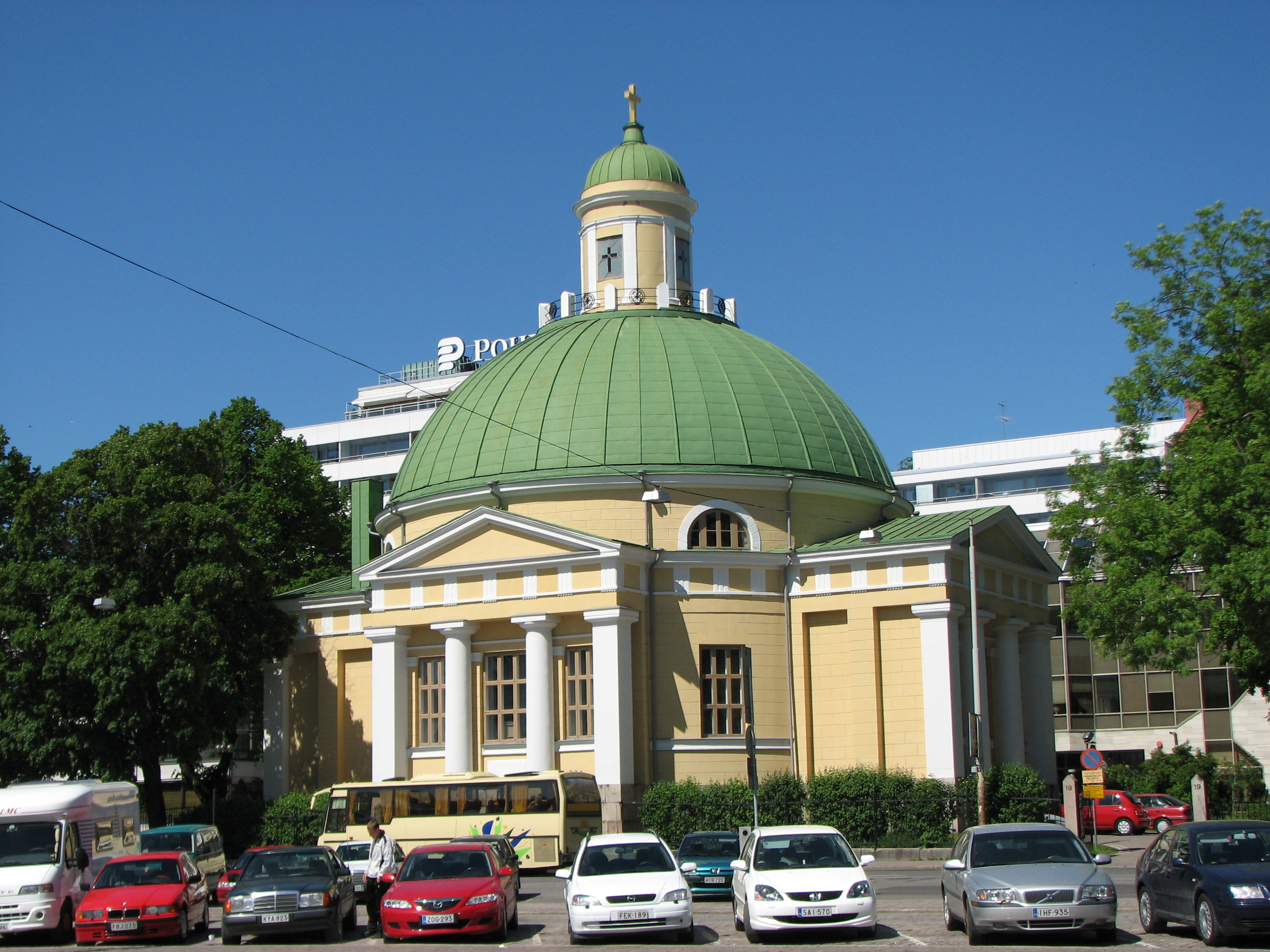
Церква Святої Олександри (Православна церква Турку)
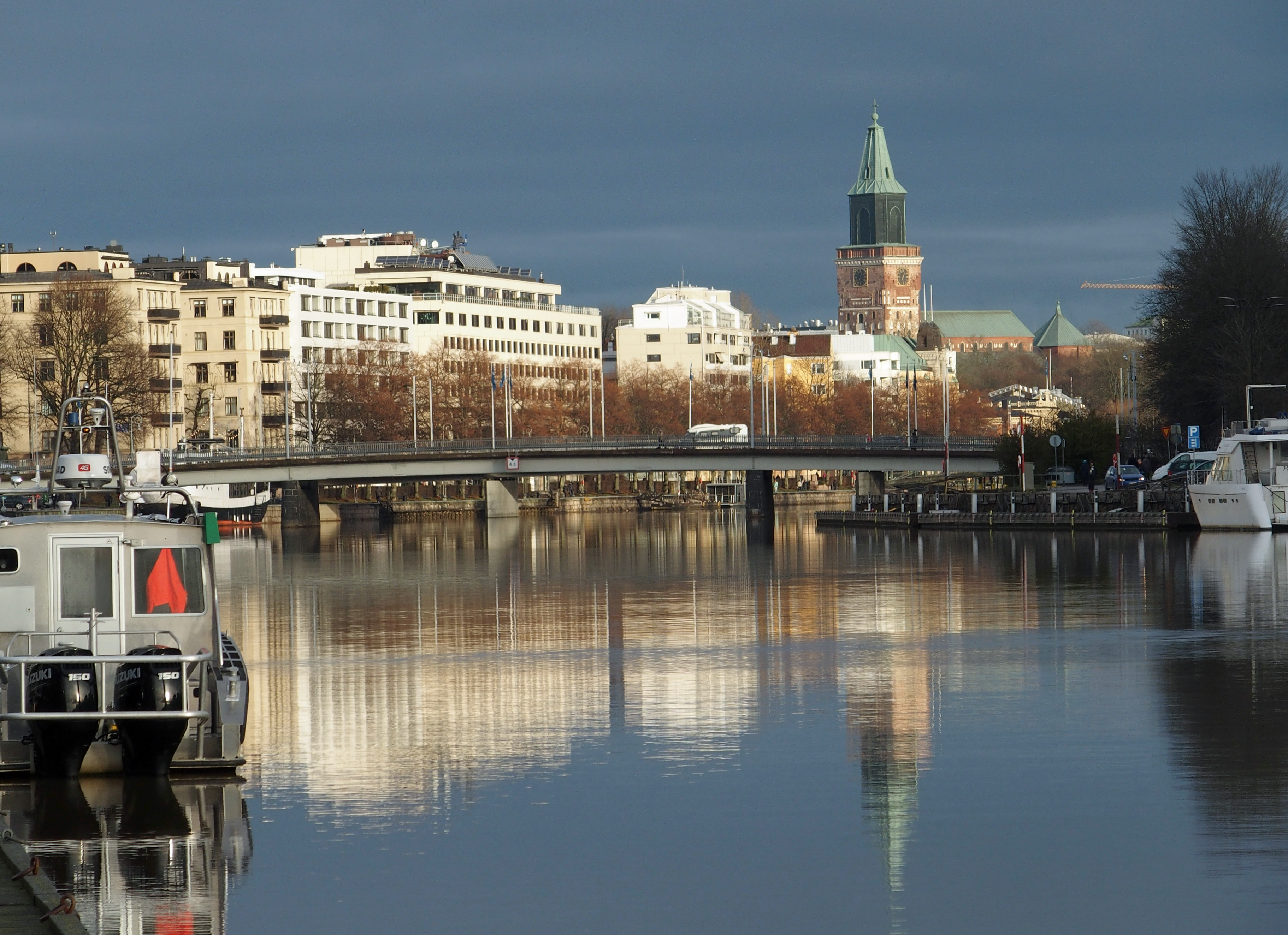
Річка Аура
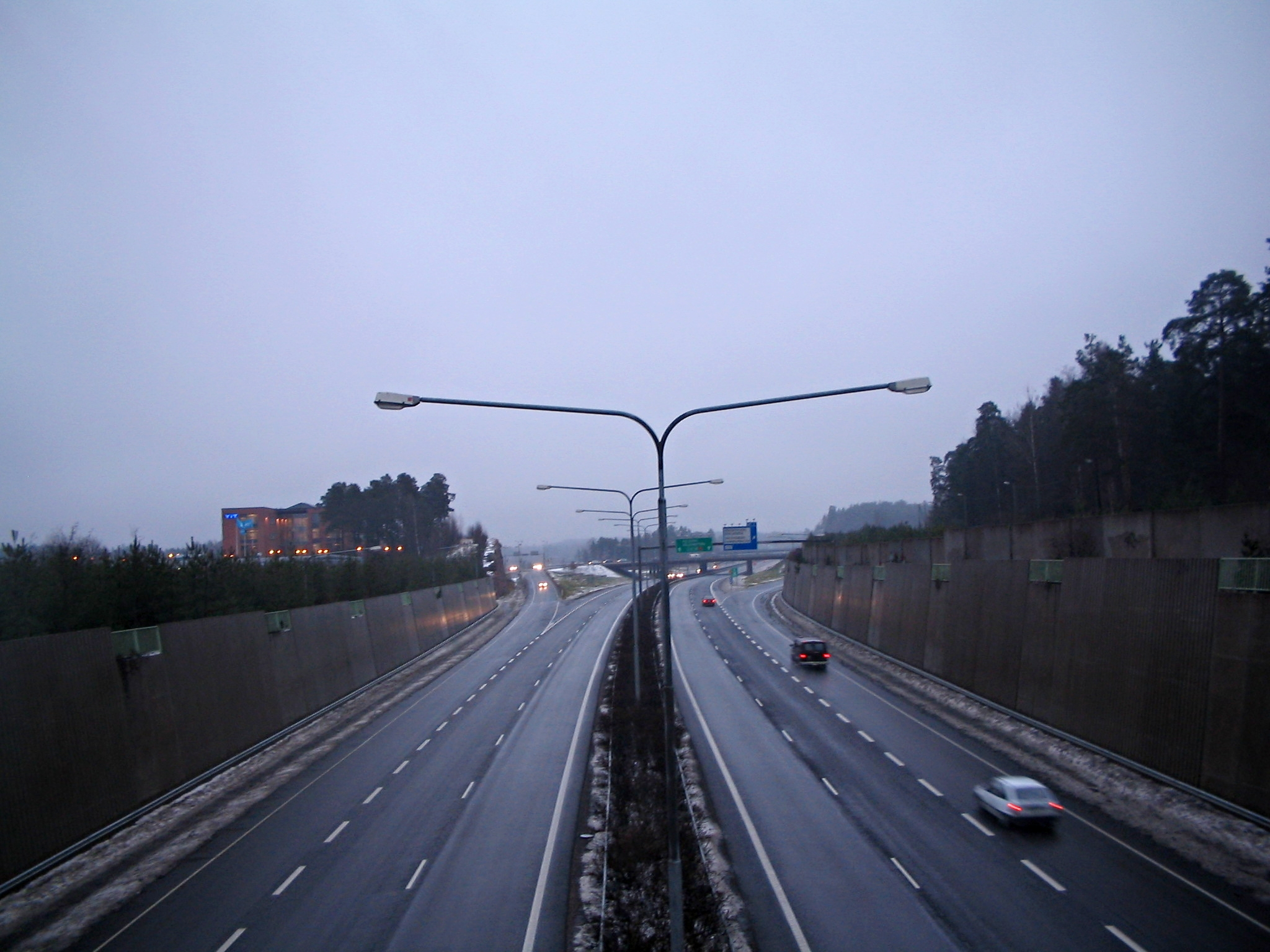
Фінська національна дорога 1 (E18) в Турку
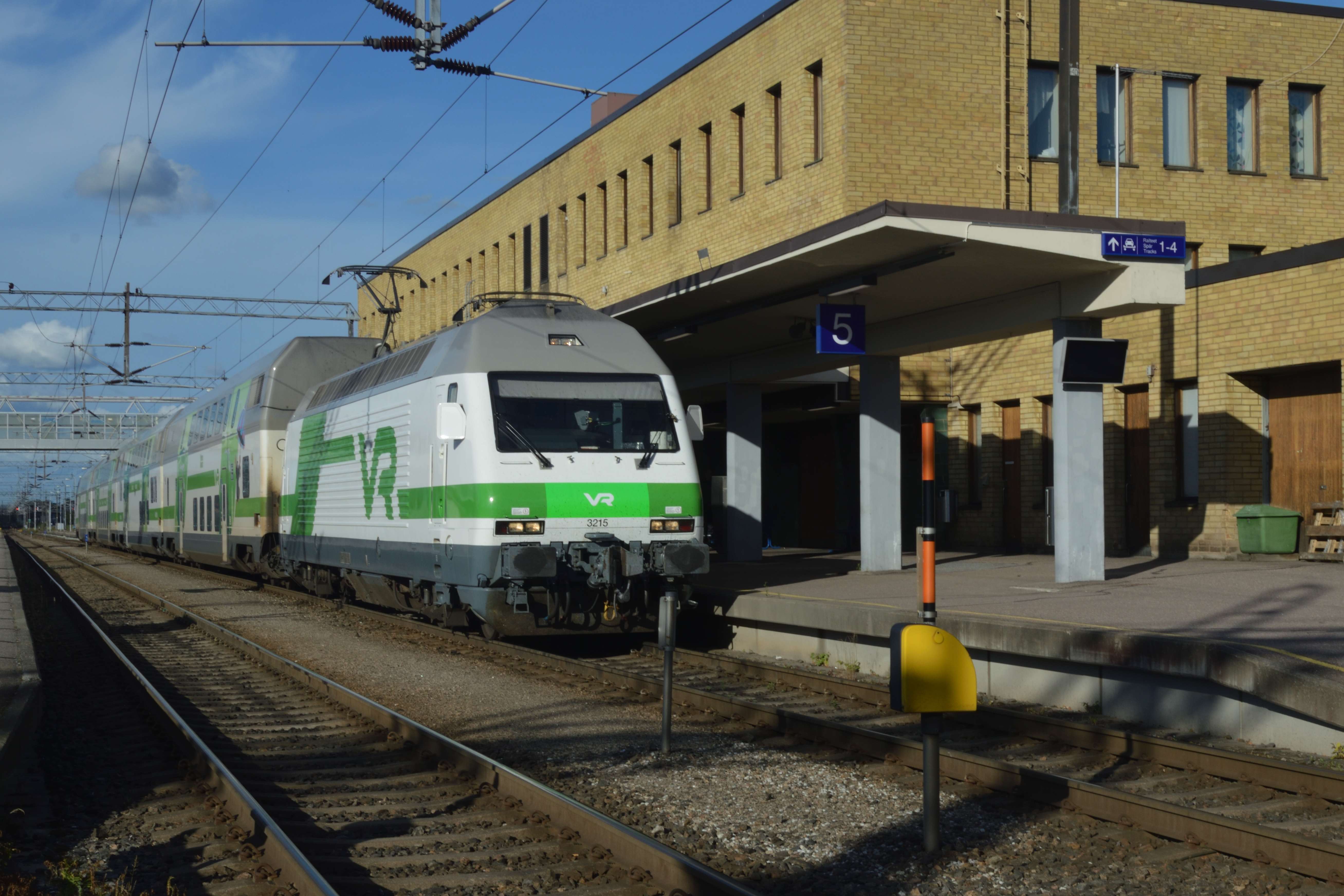
Залізничний вокзал Турку
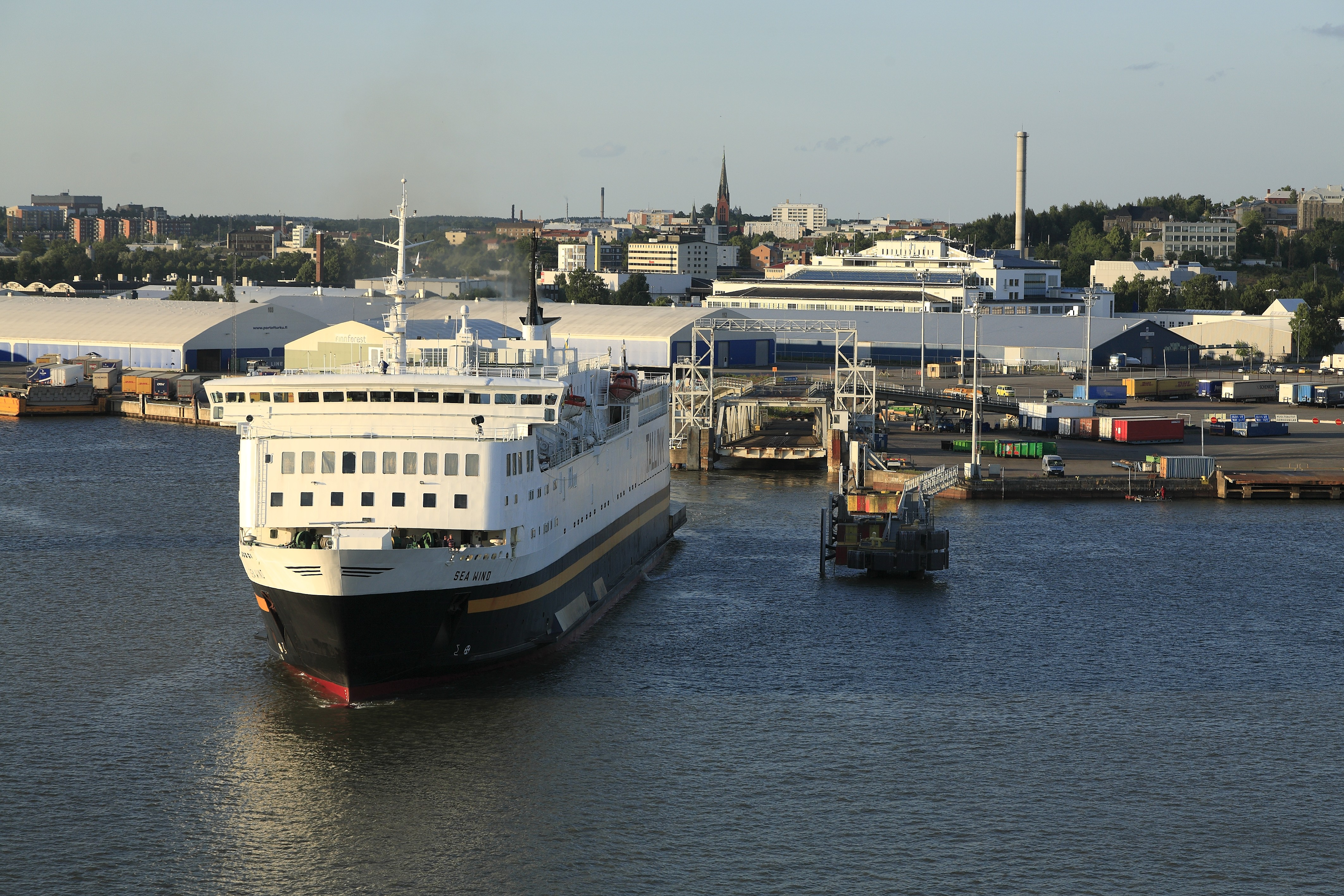
Порт Турку
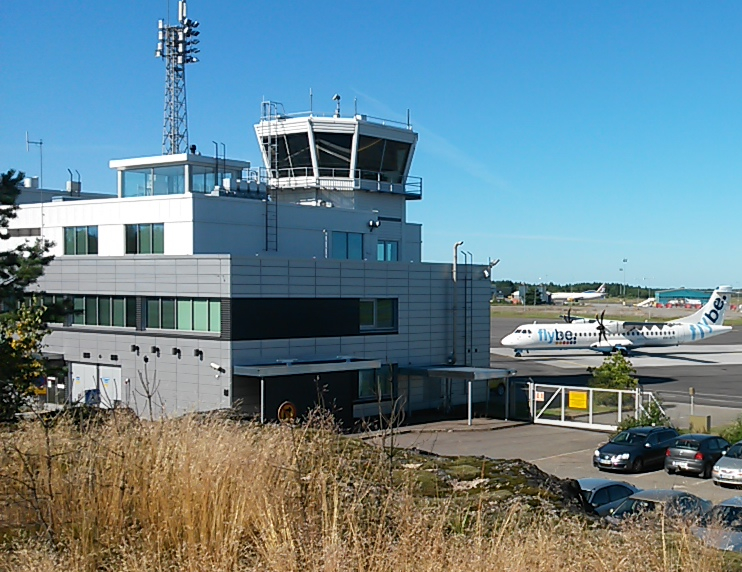
Аеропорт Турку